# لطف‌آباد (لیلان)
لطف‌آباد، روستایی در دهستان لیلان شرقی بخش شیرین‌کند شهرستان لیلان در استان آذربایجان شرقی ایران است.

## جمعیت
بر پایه سرشماری عمومی نفوس و مسکن در سال ۱۳۹۵، جمعیت این روستا برابر با ۳۵۵ نفر (۹۶ خانوار) بوده‌است.